# Parlamentswahl in Griechenland 1963
- EDA: 28
- EK: 138
- ERE: 132
- KP: 2

Die Parlamentswahl in Griechenland 1963 fand am 3. November 1963 statt. Gewinner der Parlamentswahl war die 1961 von Georgios Papandreou gegründete Enosis Kendrou (EK, Zentrumsunion), die eine relative Mehrheit der Stimmen (42,04 %) und der Parlamentssitze (138 Mandate) errang, die absolute Mehrheit (151 Sitze) jedoch verfehlte. Die seit 1956 ununterbrochen regierende rechts-konservative Ethniki Rizospastiki Enosis (ERE, Nationalradikale Union) verlor die 1956, 1958 und 1961 errungene absolute Mehrheit durch erhebliche Stimmenverluste (−11,44 %) und damit verbunden den Verlust von 44 Parlamentssitzen. Die parlamentarischen Mehrheiten für rechts-konservative Parteien seit 1952 endeten mit der Wahl 1963. Die Linkspartei Eniea Dimokratiki Aristera (griechisch Ενιαία Δημοκρατική Αριστερά ΕΔΑ, Vereinigung der Demokratischen Linken EDA) gewann 6 Mandate hinzu, konnte den Stimmenanteil des 1961 unter ihrer Beteiligung angetretenen Wahlbündnisses Pandimokratiko Agrotiko Metopo (Pandemokratische Bäuerliche Front) mit 14,34 % 1963 gegenüber 14,63 % 1961 knapp halten.
Die EK fasste die zuvor einzelnen Parteien der Mitte, der linken Konservativen und der konservativen Linken in einer Partei zusammen. In der EK gingen die von Nikolaos Plastiras gegründete Partei EPEK, die von Sophoklis Venizelos gegründete Liberale Partei der Nachkriegsjahre und die Demokratische Sozialistische Partei bzw. Liberale Demokratische Union von Georgios Papandreou auf. Neben diesen Parteien der Mitte umfasste die EK auch liberale Konservative wie Konstantinos Mitsotakis und Stephanos Stephanopoulos, die der ERE und Karamanlis in Gegnerschaft gegenüberstanden. Sie bildeten den rechten Parteiflügel der EK. Der linke Parteiflügel wurde vom Sohn Georgios Papandreou vertreten: Andreas Papandreou. In dieser Konstellation war die EK eine breit aufgestellte Partei mit einem möglichen weiten Wählerspektrum der Mitte sowie in das konservative wie linke Lager hinein. Zugleich hatte die Partei auch starke Flügel, die durch prominente Personen vertreten wurden.
Die Parlamentswahl fand nach dem verstärkten Verhältniswahlrecht statt. Hierbei erhielt die nach Stimmenanteilen stärkste Partei mehr Sitze im Parlament als ihr durch den Stimmenanteil zufallen würde. Die Wahlen wurden unter der Wahlpflicht durchgeführt. Wahlberechtigt waren Männer und Frauen über 18 Jahren für das aktive Wahlrecht. Gesetzliche Grundlagen der Wahl waren die Gesetze 4173/1961 und 4322/1963 veröffentlicht in der Efimeris tis Kyverniseos (Amtsblatt der Regierung; ) 104 vom 11. September 1963.
Auslöser für die Durchführung der Parlamentswahlen war der Rücktritt des langjährigen Ministerpräsidenten und Vorsitzenden der ERE Konstantinos Karamanlis. Karamanlis sah sich in seiner Position nach fortgesetzter Kritik seitens der Oppositionsparteien EK und EDA an den Wahlmanipulationen der Parlamentswahlen 1961 geschwächt. EK und EDA warfen der Regierung Karamanlis vor mittels Manipulationen und unlauterem Druck der Armee und des Geheimdienstes KYP unter Führung des Generals Natsinas, einem Beschuldigten der Teilnahme am Militärputsch vom März 1951, mit Einsatz des Plans „Periklis“ die Wahlergebnisse 1961 zu seinen Gunsten verfälscht zu haben. Die Wahlen wurden beispielsweise von Papandreou als „Ekloges tis Vias ke Nothias“ (Wahlen der Gewalt und des Betrugs) bezeichnet. Die Opposition boykottierte sowohl die zeremonielle Eröffnung des Parlaments durch König Paul im Dezember 1961 wie auch die Vertrauensabstimmung über die Regierung Karamanlis. Im März 1962 annullierte ein Sondergericht die Ergebnisse von vier Wahllokalen in der Region Thessaloniki, weil der örtliche Polizeikommandant Wähler zur Abgabe der Stimme für die ERE genötigt hatte. Die drei Tage später stattfindende Großdemonstration in Athen gegen die Regierung verlief gewalttätig, was Papandreou zur Feststellung veranlasste, die Regierung könne „nur mit der Anwendung von Gewalt im Amt bleiben.“
Die Ermordung des bzw. der Totschlag am EDA-Abgeordneten Grigoris Lambrakis in Thessaloniki inmitten des Wahlkampfes für die Wahlen 1963 und die Aufdeckung der Beteiligung von staatlichen Sicherheitsorganen an dem Anschlag auf Lambrakis durch den Untersuchungsrichter Christos Sartzetakis verschärften die Kritik an Karamanlis, welche in der Anschuldigung Papandreous’ gipfelte, Karamanlis sei der „moralische Anstifter der Ermordung von Lambrakis.“ Unmittelbar vor den Wahlen 1963 geriet der Karamanlis in Konflikt mit dem Königshaus, vor allem der eigensinnigen Königin Friederike, über den Zeitpunkt der Durchführung eines königlichen Staatsbesuchs in Großbritannien. Karamanlis trat als Ministerpräsident am 17. Juni 1963 zurück und verließ Griechenland in Richtung Schweiz. Eine Übergangsregierung unter dem bisherigen Handelsminister Panagiotis Pipinelis (ERE) bereitete die Wahlen im November 1963 vor. Die Änderung des Wahlgesetzes zu Gunsten der ERE konnte die Regierung Pipinelis nicht durchsetzen. Er trat am 29. September 1963 zurück. Der neue Ministerpräsident Stylianos Mavromichalis führte eine Übergangsregierung bis zur Vereidigung von Georgios Papandreou als griechischer Ministerpräsident am 8. November 1963.
Zum Wahlkampf kehrte Karamanlis aus der Schweiz nach Griechenland zurück. Nach der Wahlniederlage seiner ERE verließ er Griechenland und ging in französische Exil nach Paris bis zu seiner Rückkehr 1974. Das Amt des Parteivorsitzenden der ERE übernahm Panagiotis Kanellopoulos.
Die Regierung Papandreou währte aufgrund der fehlenden absoluten Mehrheit der EK nicht lange. Zwar gewann Papandreou am 24. Dezember 1963 eine Vertrauensabstimmung im Parlament mit 167 zu 130 Stimmen. Dennoch zeigte er sich über den Ausgang enttäuscht: 28 Stimmen der EDA hatten ihn bei der Vertrauensabstimmung unterstützt. Papandreou wollte „nicht das Schicksal seiner Regierung auf die Unterstützung von Kommunisten gründen lassen“ – und trat zurück. Eine Übergangsregierung bereitete Neuwahlen für den 16. Februar 1964 vor.
| Allgemeine Daten der Parlamentswahlen in Griechenland am 3. November 1963 | Allgemeine Daten der Parlamentswahlen in Griechenland am 3. November 1963 | Allgemeine Daten der Parlamentswahlen in Griechenland am 3. November 1963 | Allgemeine Daten der Parlamentswahlen in Griechenland am 3. November 1963 | Allgemeine Daten der Parlamentswahlen in Griechenland am 3. November 1963 | Allgemeine Daten der Parlamentswahlen in Griechenland am 3. November 1963 | Allgemeine Daten der Parlamentswahlen in Griechenland am 3. November 1963 | Allgemeine Daten der Parlamentswahlen in Griechenland am 3. November 1963 | Allgemeine Daten der Parlamentswahlen in Griechenland am 3. November 1963 | Allgemeine Daten der Parlamentswahlen in Griechenland am 3. November 1963 |
| Parameter                                                                 | Wähler                                                                    | Wähler                                                                    | Wähler                                                                    | Wähler                                                                    | Wähler                                                                    | Sitze                                                                     | Sitze                                                                     | Sitze                                                                     |                                                                           |
| Parameter                                                                 | 1963                                                                      | ± 1961                                                                    | % Einwohner                                                               | % Berechtigt                                                              | % Gültige                                                                 | 1963                                                                      | ± 1961                                                                    | %                                                                         |                                                                           |
| ------------------------------------------------------------------------- | ------------------------------------------------------------------------- | ------------------------------------------------------------------------- | ------------------------------------------------------------------------- | ------------------------------------------------------------------------- | ------------------------------------------------------------------------- | ------------------------------------------------------------------------- | ------------------------------------------------------------------------- | ------------------------------------------------------------------------- | ------------------------------------------------------------------------- |
| Gemeldete Einwohner zum Zeitpunkt der Parlamentswahl                      | 8.404.080                                                                 | + 760.272                                                                 | 100,00 %                                                                  |                                                                           |                                                                           |                                                                           |                                                                           |                                                                           |                                                                           |
| Wahlberechtigte Einwohner (eingeschriebene Wähler)                        | 5.662.965                                                                 | - 25.333                                                                  | 67,38 %                                                                   | 100,00 %                                                                  |                                                                           |                                                                           |                                                                           |                                                                           |                                                                           |
| Abgegebene Stimmen (gültig und ungültig)                                  | 4.708.791                                                                 | + 68.279                                                                  |                                                                           | 83,15 %                                                                   |                                                                           |                                                                           |                                                                           |                                                                           |                                                                           |
| Gültige Stimmen                                                           | 4.667.154                                                                 | + 46.403                                                                  | 99,12 %                                                                   | 100,00 %                                                                  | 100,00 %                                                                  | 300                                                                       | ± 0                                                                       | 100,00 %                                                                  |                                                                           |
| Ungültige Stimmen                                                         | 41.637                                                                    | + 21.876                                                                  | 0,88 %                                                                    |                                                                           |                                                                           |                                                                           |                                                                           |                                                                           |                                                                           |
| Absolute Mehrheit                                                         | 2.333.578                                                                 | + 23.202                                                                  |                                                                           |                                                                           |                                                                           | 151                                                                       | ± 0                                                                       | 50,33 %                                                                   |                                                                           |

| Stimmen- und Sitzverteilung der Parlamentswahlen in Griechenland am 3. November 1963 | Stimmen- und Sitzverteilung der Parlamentswahlen in Griechenland am 3. November 1963                                                              | Stimmen- und Sitzverteilung der Parlamentswahlen in Griechenland am 3. November 1963 | Stimmen- und Sitzverteilung der Parlamentswahlen in Griechenland am 3. November 1963 | Stimmen- und Sitzverteilung der Parlamentswahlen in Griechenland am 3. November 1963 | Stimmen- und Sitzverteilung der Parlamentswahlen in Griechenland am 3. November 1963 | Stimmen- und Sitzverteilung der Parlamentswahlen in Griechenland am 3. November 1963 | Stimmen- und Sitzverteilung der Parlamentswahlen in Griechenland am 3. November 1963 | Stimmen- und Sitzverteilung der Parlamentswahlen in Griechenland am 3. November 1963 | Stimmen- und Sitzverteilung der Parlamentswahlen in Griechenland am 3. November 1963 |
| Parteienbündnis | Partei | Parteiführung/Spitzenkandidat(en)                                                    | Stimmen                                                                              | Stimmen                                                                              | Stimmen                                                                              | Sitze                                                                                | Sitze                                                                                | Sitze                                                                                | Sitze                                                                                |
| Parteienbündnis | Partei | Parteiführung/Spitzenkandidat(en)                                                    | Stimmen                                                                              | % Stimmen                                                                            | ± %Stimmen                                                                           | Sitze                                                                                | ± Sitze                                                                              | % Sitze                                                                              | ± % Sitze                                                                            |
| --- | --- | ------------------------------------------------------------------------------------ | ------------------------------------------------------------------------------------ | ------------------------------------------------------------------------------------ | ------------------------------------------------------------------------------------ | ------------------------------------------------------------------------------------ | ------------------------------------------------------------------------------------ | ------------------------------------------------------------------------------------ | ------------------------------------------------------------------------------------ |
| Enosis Kendrou (EK) Zentrumsunion Ένωσις Κέντρου (Ε.Κ.) | Enosis Kendrou (EK) Zentrumsunion Ένωσις Κέντρου (Ε.Κ.)                                                                                           | Georgios Papandreou                                                                  | 1.962.079                                                                            | 42,04 %                                                                              | +42,04 %                                                                             | 138                                                                                  | +138                                                                                 | 46,00 %                                                                              | +46,00 %                                                                             |
| Ethniki Rizospastiki Enosis (ERE) Nationale Radikale Union Εθνική Ριζοσπαστική Ένωση (Ε. Ρ. Ε.) | Ethniki Rizospastiki Enosis (ERE) Nationale Radikale Union Εθνική Ριζοσπαστική Ένωση (Ε. Ρ. Ε.)                                                   | Konstantinos Karamanlis                                                              | 1.837.377                                                                            | 39,37 %                                                                              | −11,44 %                                                                             | 132                                                                                  | −44                                                                                  | 44,00 %                                                                              | −14,67 %                                                                             |
| Eniea Dimokratiki Aristera (EDA) Vereinigte Demokratische Linke Ενιαία Δημοκρατική Αριστερά (Ε. Δ. Α.) | Eniea Dimokratiki Aristera (EDA) Vereinigte Demokratische Linke Ενιαία Δημοκρατική Αριστερά (Ε. Δ. Α.)                                            | Ioannis Pasalidis                                                                    | 669.267                                                                              | 14,34 %                                                                              | +14,34 % * -0,29%                                                                    | 28                                                                                   | +6                                                                                   | 9,33 %                                                                               | +2,00 %                                                                              |
| Komma Proodeftikon (KP) Partei der Fortschrittlichen Κόμμα Προοδευτικών (Κ. Π.) | Komma Proodeftikon (KP) Partei der Fortschrittlichen Κόμμα Προοδευτικών (Κ. Π.)                                                                   | Spyros Markezinis                                                                    | 173.981                                                                              | 3,73 %                                                                               | +3,73 %                                                                              | 2                                                                                    | +2                                                                                   | 0,67 %                                                                               | +0,67 %                                                                              |
| Christianiki Dimokratia (CD) Christliche Demokratie (Christdemokraten) Χριστιανική Δημοκρατία (Χ. Δ.) | Christianiki Dimokratia (CD) Christliche Demokratie (Christdemokraten) Χριστιανική Δημοκρατία (Χ. Δ.)                                             | Nikolaos Psaroudakis                                                                 | 1.267                                                                                | 0,03 %                                                                               | +0,03 %                                                                              | –                                                                                    | –                                                                                    | –                                                                                    | –                                                                                    |
| Kinima tis Dimokratias ke tou Sozialismou (KDS) Bewegung der Demokratie und des Sozialismus Κίνημα της Δημοκρατίας και του Σοσιαλισμού (Κ. Δ. Σ.)                                                                                      | Kinima tis Dimokratias ke tou Sozialismou (KDS) Bewegung der Demokratie und des Sozialismus Κίνημα της Δημοκρατίας και του Σοσιαλισμού (Κ. Δ. Σ.) | Stratis Someritis, Ilias Bedimas                                                     | 1.090                                                                                | 0,02 %                                                                               | +0,02 %                                                                              | –                                                                                    | –                                                                                    | –                                                                                    | –                                                                                    |
| *: Diese prozentuale Differenz vergleicht den Stimmenanteil der EDA 1963 mit dem Stimmenanteil des Wahlbündnisses Pandimokratiko Agrotiko Metopo (Pandemokratische Bäuerliche Front) bei den Wahlen 1961, dessen Mitglied die EDA war. | |                                                                                      |                                                                                      |                                                                                      |                                                                                      |                                                                                      |                                                                                      |                                                                                      |                                                                                      |